# Gzilla
A Gzilla egy szabad webböngésző, amelyet C nyelven írtak 1997-ben, a GTK+ keretrendszer felhasználásával. A böngésző forráskódja 300 kbyte alatt van.  A Dillo böngésző, amelyet gyakran alkalmaznak úgynevezett Live USB és CD terjesztéseken, a Gzilla motorját használta, mielőtt írtak egy saját, fejlettebb motort az alapoktól kezdve.

## Külső hivatkozások
A Gzilla weboldala (nincs frissítve)